# Lago de Péligre
Lago de Péligre (en francés: Lac de Péligre) es el segundo lago más grande del país caribeño de Haití, se encuentra en el Departamento de Centro. Es descrito como de "bellas aguas, azul y situado entre montañas escarpadas y áridas".
Fue creado como resultado de la construcción de la presa hidroeléctrica de Peligre  en el río Artibonito que nace y discurre en Rep. Dominicana antes de entrar a Haití, entre 1956 y 1957. El proyecto fue diseñado por el Cuerpo de Ingenieros del Ejército de Estados Unidos y financiado por el Banco Export-Import de los Estados Unidos.